# ویلیام فریس
ویلیام جان فریس (۱۸۵۵–۲۴ آوریل ۱۹۱۷) سیاستمدار استرالیایی بود. 
وی فرزند فروشنده‌ای به نام جیمز فریس و بریجیت کوگان بود و در پاراماتا متولد شد. او برای مدتی اداره یک مدرسه یتیمان کاتولیک را برعهده داشت و سپس در حدود سال ۱۸۸۴ به برادرش در کار املاک و مستغلات ملحق شد. او عضو شورای محلی پاراماتا بود و دو بار شهردار آن شهر شد. در سال ۱۸۹۸ میلادی به عنوان نماینده حزب حمایت‌گرا در مجلس نیو ساوت ولز انتخاب شد. نتیجه این انتخابات به دلیل تخلفات رای‌گیری در اکتبر ۱۸۹۸ ملغی شد اما فریس در انتخابات میان‌دوره‌ای مجدداً انتخاب شد. او در انتخابات سال ۱۹۰۱ شکست خورد و از راه‌یابی به مجلس بازماند. فریس در سال ۱۹۱۷ در پاراماتا درگذشت.